# دیرنا
دیرنا (به چکی: Dírná) یک منطقهٔ مسکونی در جمهوری چک است که در منطقه تابور واقع شده‌است. دیرنا ۲۱٫۹۷ کیلومتر مربع مساحت و ۴۵۰ نفر جمعیت دارد و ۴۶۹ متر بالاتر از سطح دریا واقع شده‌است.